# Piotr Sławiński (dyplomata)
Piotr Cezary Sławiński (ur. 25 lutego 1961) – polski handlowiec i dyplomata.

## Życiorys
Absolwent sinologii na Uniwersytecie Warszawskim. W 1988 pracował w Ministerstwie Współpracy Gospodarczej z Zagranicą. Pracował w warszawskiej firmie Polimex-Cekop Ltd., gdzie odpowiadał za transakcje importowe i eksportowe, Ministerstwie Spraw Zagranicznych RP (2001, 2009). Od września 2001 do stycznia 2009 był Konsulem Generalnym RP w Kantonie. Przebywał na stanowiskach konsularnych także na placówkach w Szanghaju (1994–2001) i Ankarze (wrzesień 2015 – czerwiec 2017). Następnie został członkiem zarządu Sunningwell International Polska.